# Simon Moritz Bethmann (Bankier)

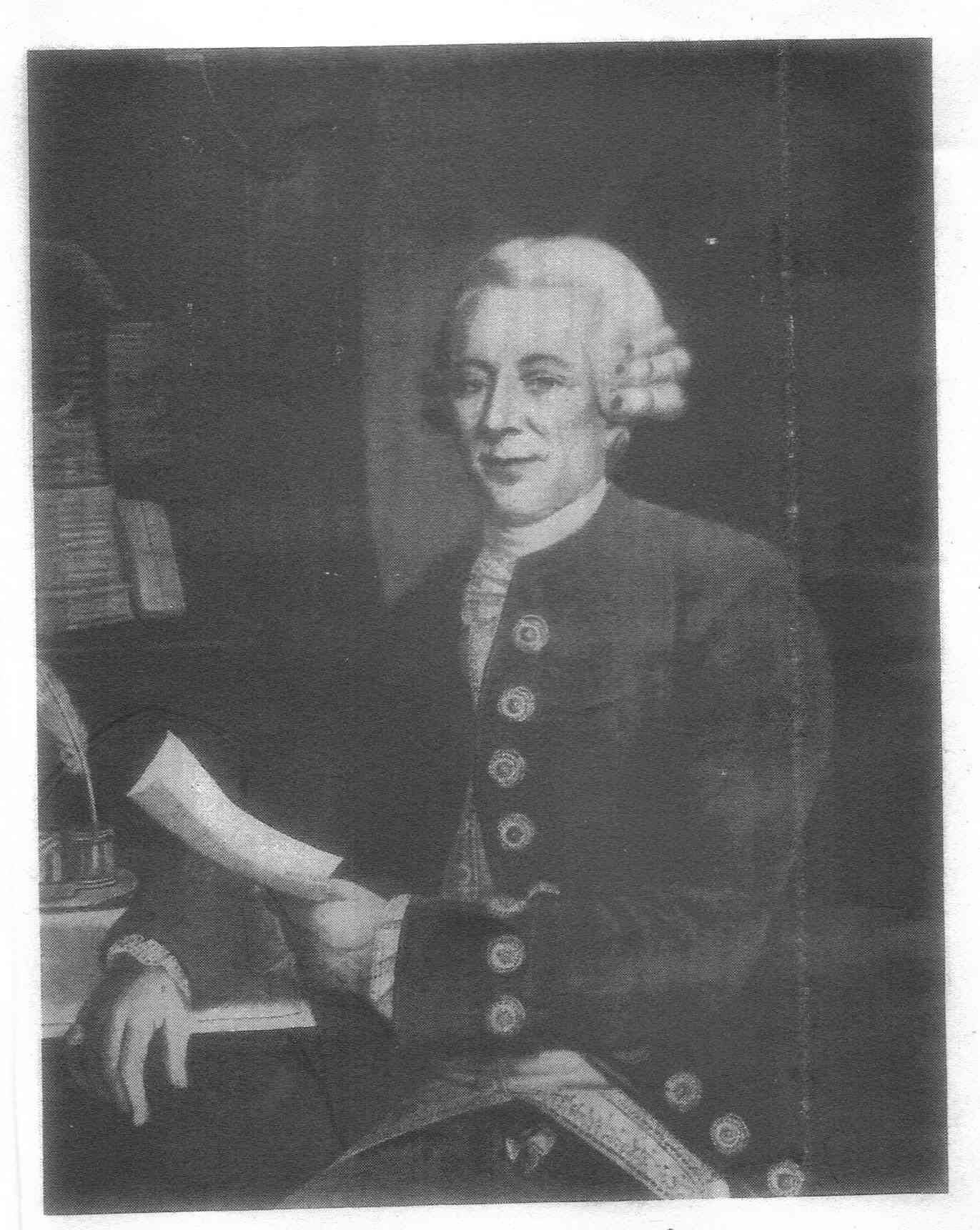
Simon Moritz Bethmann

Simon Moritz Bethmann (* 6. Oktober 1721 in Nassau; † 2. August 1782 angeblich in Ems, bestattet in Frankfurt am Main) war ein deutscher Kaufmann und Bankier.

## Leben
Simon Moritz Bethmann war das jüngste von vier Kindern des gleichnamigen Nassauischen Amtmannes Simon Moritz Bethmann (1687–1725) und dessen aus Frankfurt stammender Ehefrau Elisabeth geb. Thielen (1680–1750). Sein Großvater Gerhard Thielen war Gasthalter des Schwarzen Bocks am Paradeplatz gewesen. 
Einige Jahre nach dem Tode des Vaters übersiedelte die Witwe mit ihren Kindern nach Frankfurt am Main und wohnte im Haushalt ihres Schwagers, des Kaufmanns Jakob Adami (1670–1745). Da alle elf Kinder Adamis früh starben, bestimmte er seine drei Neffen Johann Philipp Bethmann, Johann Jakob Bethmann und Simon Moritz zu seinen Nachfolgern und ließ ihnen eine gute Ausbildung zukommen. Simon Moritz ging 1742 in eine kaufmännische Lehre nach Amsterdam. Im Herbst 1744 kehrte er nach Frankfurt zurück und trat in die Firma seines Onkels ein.
Nach dessen Tod übernahm zunächst der ältere Bruder Johann Philipp die Leitung des Geschäfts. Bei der Erbteilung erhielten die vier Geschwister Bethmann die Hälfte des Adamischen Erbes; auf jeden entfiel ein Anteil von 16.000 Gulden. Am 6. März erwarben Johann Philipp, Katharina Elisabeth (1719–1768) und Simon Moritz Bethmann das Frankfurter Bürgerrecht; der dritte Bruder Johann Jakob war bereits 1740 nach Bordeaux ausgewandert.
Am 2. Januar 1748 gründeten Johann Philipp und Simon Moritz das Bankhaus Gebrüder Bethmann mit Sitz im Haus Flörsheim in der Bleidenstraße. 1762 erwarben die Brüder den Basler Hof in der Buchgasse, der bis 2019 Sitz der Bethmann-Bank blieb. Unter Führung der Brüder entwickelte sich das Haus von einem Handelsunternehmen für Speditions-, Kommissions- und Wechselgeschäfte zu einem der führenden europäischen Emittenten von Staatsanleihen.
Bethmann heiratete 1752 Elisabeth Rummel (1733–1771), Tochter des Leipziger Handelsherrn, Ratsmitglieds und Stadthauptmanns Balthasar Rummel (1684–1763). Ihr 1758 geborener einziger Sohn Johann Balthasar Philipp starb bereits als Säugling. Ab 1758 lebte seine Nichte Katharina Elisabeth (1753–1813), Tochter von Johann Jakob und Elise genannt, als Ziehtochter im Haushalt der Bethmanns. Aufgrund der Freundschaft Bethmanns mit dem kaiserlichen Rat Johann Caspar Goethe verkehrte Elise im Haushalt der Goethes. Sie war eine Spielgefährtin von Cornelia Goethe und wurde später eine Vertraute von Catharina Elisabeth Goethe, mit der sie sich eine Theaterloge im Comoedienhaus teilte.
Bethmann war Mitglied, Diakon und von 1769 bis 1771 Senior der Niederländischen Gemeinde Augsburger Confession in Frankfurt. Ab 1772 unterstützte er den Bau des von Johann Christian Senckenberg testamentarisch gestifteten Bürgerhospitals durch mehrere anonyme Großspenden. 1782 vermachte er dem Bürgerhospital testamentarisch weitere 50.000 Gulden. Weitere Vermächtnisse gingen an wohltätige Einrichtungen der Stadt.
Bei seinem Tode hinterließ Bethmann ein Vermögen von schätzungsweise 1,2 Millionen bis 1,4 Millionen Gulden. Seine Geschäftsanteile fielen an seinen Bruder Johann Philipp. Bethmann wurde in der Familiengrabstätte auf dem Peterskirchhof bestattet.